# Kowalki (Rypin)
Kowalki ist ein Dorf in der polnischen Landgemeinde Rypin und liegt südlich der Stadt Rypin.

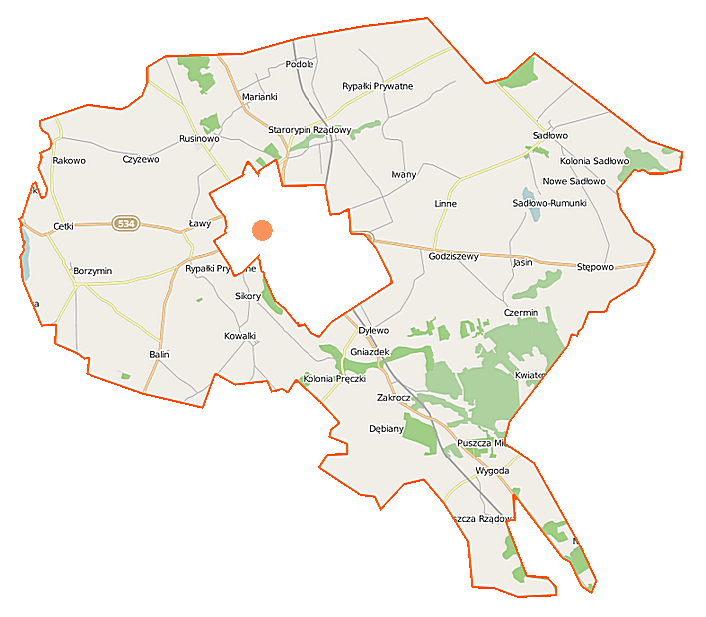
Kowalki liegt südlich der Stadt Rypin

Es wird von den Ortschaften Balin, Debi, Dylewo, Głowińska, Sikora, Lasotami und Pręczkami zur Gemeinde gehör Rogowo, begrenzt. Die Gesamtfläche der Gemeinde ist 489,36 ha, davon sind 410,44 ha landwirtschaftliche Flächen.

## Geschichte
Das Stadtrecht von Rypin erwähnt 1345 zum ersten Mal das Dorf und seinen Besitzer Kowalki Marsyniusza (Marsinius de Kowalikowy).
Kowalki (Kowalky) war im siebzehnten Jahrhundert auf mehrere Familien des Adels fragmentiert. Der größte Teil des Ortes gehörte, wie im vorigen Jahrhundert, den Herren Kowalkowski herb Przeginia. Mateusz Kowalkowski h. Przeginia, Amtsschreiber in Bobrownicke und der namentlich nicht näher benannte  Husarenkapitän Kowalkowski h. Przeignia, stirbt in Cecora (1620). Während der schwedischen Kriege wurde das Dorf verwüstet. Zwischen 1942 und 1945 hieß der Ort Schmiedehof.